# Руски бојни брод Потемкин
Потемкин (рус. Князь Потёмкин Таврический, Књаз Потемкин Таврически, „Кнез Потемкин од Тауриде”), руски бојни брод пре-дреднот у служби царске Црноморске флоте. Брод је постао познат по томе што се у јуну 1905. његова посада побунила против официра за вријеме прве руске револуције. Тај је догађај касније тумачен као први корак према каснијој руској револуцији, те је постао овјековјечен у славном нијемом филму Оклопњача Потемкин Сергеја Ејзенштајна из 1925. године
Након окончања побуне 1905. године, брод је добио ново име Пантелејмон (према Светом Пантелејмону. Под тим именом је учествовоао у Првом свјетском рату. Након револуције 1917. нове власти поновно преименовале у Потемкин Таврически прије него што је у мају исте године добио коначно име Борец за слободу ("Борац за слободу"). Под њиме је служио у новоствореној совјетској морнарици прије него што су га у јуну 1918. су га заплијенили Нијемци, а потом преузели Бијели Руси, који су га у априлу 1919. године, за вријеме грађанског рата потопили у Севастопољу како не би пао Црвеној армији у руке.